# Sauris melanocera
Sauris melanocera là một loài bướm đêm trong họ Geometridae.